# Центр удовольствия
Центр удовольствия — это общий термин для ряда структур мозга, стимулирование которых приводит к чувству наслаждения.

## Эксперименты над грызунами

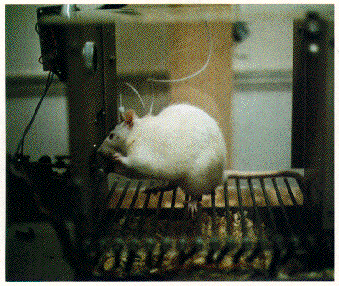
Лабораторная крыса в специальном ящике нажимает рычаг. К голове животного прикреплены стимуляторы

Центр удовольствия был открыт в 1954 году Джеймсом Олдсом и Питером Милнером, которых интересовал вопрос о том, может ли крысам стать некомфортно при электрическом стимулировании определённых участков мозга, в частности, при стимулировании лимбических систем. Эксперимент был построен следующим образом: электрический ток включался, когда крысы заходили в определённый угол клетки. Согласно теории, они должны были бы сторониться угла, если бы эффектом был дискомфорт. Вместо этого они очень быстро возвращались обратно после первой стимуляции, и ещё быстрее после второй. В более поздних экспериментах учёные позволили крысам нажимать на рычаг стимуляции самостоятельно, в результате чего они начали стимулировать себя до семисот раз в час. Этот участок мозга вскоре стал известен как «центр удовольствия».
Крысы в ящиках Скиннера с имплантированными в прилежащее ядро металлическими электродами начинали повторно нажимать на рычаг, который активировал эту зону, забывая впоследствии о принятии пищи и воды, и, в конечном счёте, умирали от истощения. Учёные, исследующие поведение грызунов, пришли к выводу, что медиальный переднемозговой пучок является центром удовольствия у крыс. Если крысе предоставить выбор между стимулированием переднего мозга или едой, то она будет стимулировать передний мозг до истощения.
Однако, теперь есть утверждения, что это не центр удовольствия, а центр ожидания удовольствия.

## Прилежащее ядро
Прилежащее ядро, являющееся частью лимбической системы, играет важную роль при половом возбуждении и наркотическом опьянении.

## Префронтальная кора
Лимбическая система также тесно связана с префронтальной корой головного мозга. Некоторые учёные утверждают, что эта связь обусловливает удовольствие, вызываемое решением задач. Ранее применялся метод хирургического лечения тяжёлых психических расстройств, заключавшийся в хирургическом прерывании связи между лимбической системой и префронтальной корой (префронтальная лоботомия). Пациенты, подвергнувшиеся этой операции, во многих случаях становились пассивными и теряли мотивацию.